# آلندال (کارولینای جنوبی)
آلندال(به انگلیسی: Allendale) شهری در ایالت کارولینای جنوبی کشور ایالات متحده آمریکا است که جمعیت آن در سرشماری سال ۲۰۱۰ میلادی، ۳٬۴۸۲ نفر بوده‌است.